# Leptotyphlini
Leptotyphlini es una tribu de coleópteros polífagos estafilínidos (Staphylinidae). Se distribuyen por el Paleártico (no en zonas polares y subpolares).

## Géneros
Se reconocen los siguientes:
- Afrotyphlus
- Eotyphlus
- Epalxotyphlus
- Hesperotyphlus
- Kenotyphlus
- Kilimatyphlus
- Leptotyphlus
- Newtonius
- Portotyphlus
- Sekotyphlus